# Birkholz (Großbeeren)
Birkholz ist ein Gemeindeteil von Großbeeren im Landkreis Teltow-Fläming in Brandenburg.

## Lage
Der Gemeindeteil liegt nordöstlich der Gemeinde und grenzt im Norden und Osten an Berlin. Westlich ist der Gemeindeteil Friederikenhof, südlich der Ortsteil Kleinbeeren.

## Geschichte und Etymologie

### 14. bis 17. Jahrhundert
Birkholz erschien erstmals 1375 als Berkholte. Weitere Schreibweisen waren Berkholtz sowie Bercholtz. Erzbischof Dietrich von der Schulenburg belehnte seinerzeit in einer Urkunde den Ort an die Schenken von Sydow, die ihn wiederum mit 12 Hufen an einen Peter von Seden mit Ober- und Untergericht und Wagendiensten weitergaben. Der Ort war insgesamt 30 Hufen groß, davon standen dem Pfarrer zwei Hufen zu. Als weiterer Lehnsnehmer erschien ein Otto Bornim, dem 16 Hufen zustanden. Mutmaßlich vor 1537 wurde Bergkholtz als Zubehör des Gutes Löwenbruch an die Herren von Bettin, von Schlieben sowie die von Groeben weiterverkauft. Die Urkunden weisen dabei aus, dass eine Feldmark Birkholz derer von Bettin mit Schäfereigerechtigkeit gehörte. Der Pfarrer zu Diedersdorf erhielt 1541 die 30. Mandel von der Feldmark Birkholz. 1600 hatte der Pfarrer zu Diedersdorf zwei Pfarrhufen im Ort sowie den Zehnten von 20 Hufen. Über die Auswirkungen des Dreißigjährigen Krieges ist bislang nur wenig bekannt. 1647 wurden lediglich die Ansprüche des Pfarrers erneuert. 1687 erschien ein Vorwerk Birkholz nebst Birkholzscher Wiese bei Diedersdorf, allerdings ohne Angabe der Bevölkerung. Zwei Jahre später erfolgte die seelsorgerische Betreuung von Diedersdorf aus. Allerdings wurde dem Besitzer des Vorwerks ein Mitspracherecht bei der Besetzung der Pfarre in Diedersdorf eingeräumt.

### 18. bis 21. Jahrhundert
1719 erschien Birckholtz in einer Akte. 1733 gab es bereits wieder ein Gut, das zwar Ackerflächen in bestimmten Feldern bewirtschaftete, jedoch ohne eine definierte Anzahl an Hufen. Neben 27 kurzen Birkholzhufen wurde von einem großen Feld in der Mitte mit Dorfstellen berichtet. Dort gab es ein Wohnhaus mit acht Fenstern und sechs Türen, ein neues Schäfereihaus sowie eine Scheue und Ställe. Anzeichen dafür, dass der Ort möglicherweise im Krieg wüst gefallen war, denn: Noch 1745 war von einer wüsten Feldmark mit einem einzelnen Vorwerk und einer Schäferei die Rede. 1753 gab es Überlegungen, ein Etablissement für acht ausländische Ackerwirte einzurichten, die an Stelle des vorhandenen Vorwerks erbaut werden sollten. Offenbar gab es nur einen Hufner auf der Feldmark Birkholz. 1757 wechselten die Besitzverhältnisse erneut und die von Beeren, die bereits Großbeeren und Kleinbeeren besaßen. Die Pläne wurden aber offenbar nicht realisiert, denn 1770 erschien Birkholz als Allod zu Groß- und Kleinbeeren gehörig. 1795 übernahmen die von Bandemer den Ort. Zu dieser Zeit gab es 1801 das Vorwerk mit vier Einliegern und zwei Feuerstellen (=Haushalte). Die von Bandemer gaben ihn bereits 1803 an den Obristen von Meyerinck zu Diedersdorf ab. Er musste nach drei Jahren Konkurs anmelden und so erwarben die von Bandemer erneut den Ort, um ihn bis nach 1864 zu halten. 1840 gab es ein Rittergut sowie vier Wohnhäuser. 1860 waren ein Gut sowie 12 Wohn- und acht Wirtschaftsgebäude bekannt. Es war zu dieser Zeit noch ein selbstständiger Gutsbezirk, während er vor 1885 eingemeindet wurde.
Im Jahr 1900 bestanden das Vorwerk sowie die Försterei. 1928 wurde Birkholz nach Osdorf eingemeindet und wurde nach dessen Auflösung 1950 ein Wohnplatz. In der Zeit der DDR gab es im Gemeindeteil einen Betriebsteil des VEG Genshagen.

## Bevölkerungsentwicklung
| Jahr      | 1772 | 1801 | 1817 | 1840 | 1858 |
| Einwohner | 21   | 18   | 35   | 20   | 54   |

## Sehenswürdigkeiten
- Landschaftsschutzgebiet Diedersdorfer Heide und Großbeerener Graben